# 旁观者效应
旁观者效应（英語：Bystander effect）是一个社会心理学术语，在紧急情况下，一个人在有其他人在场时，出手帮助之機會降低，援助的几率与旁观者人数负相关。换句话说，旁观者数量越多，他们当中任何一人进行援助之機會越低。

## 例子

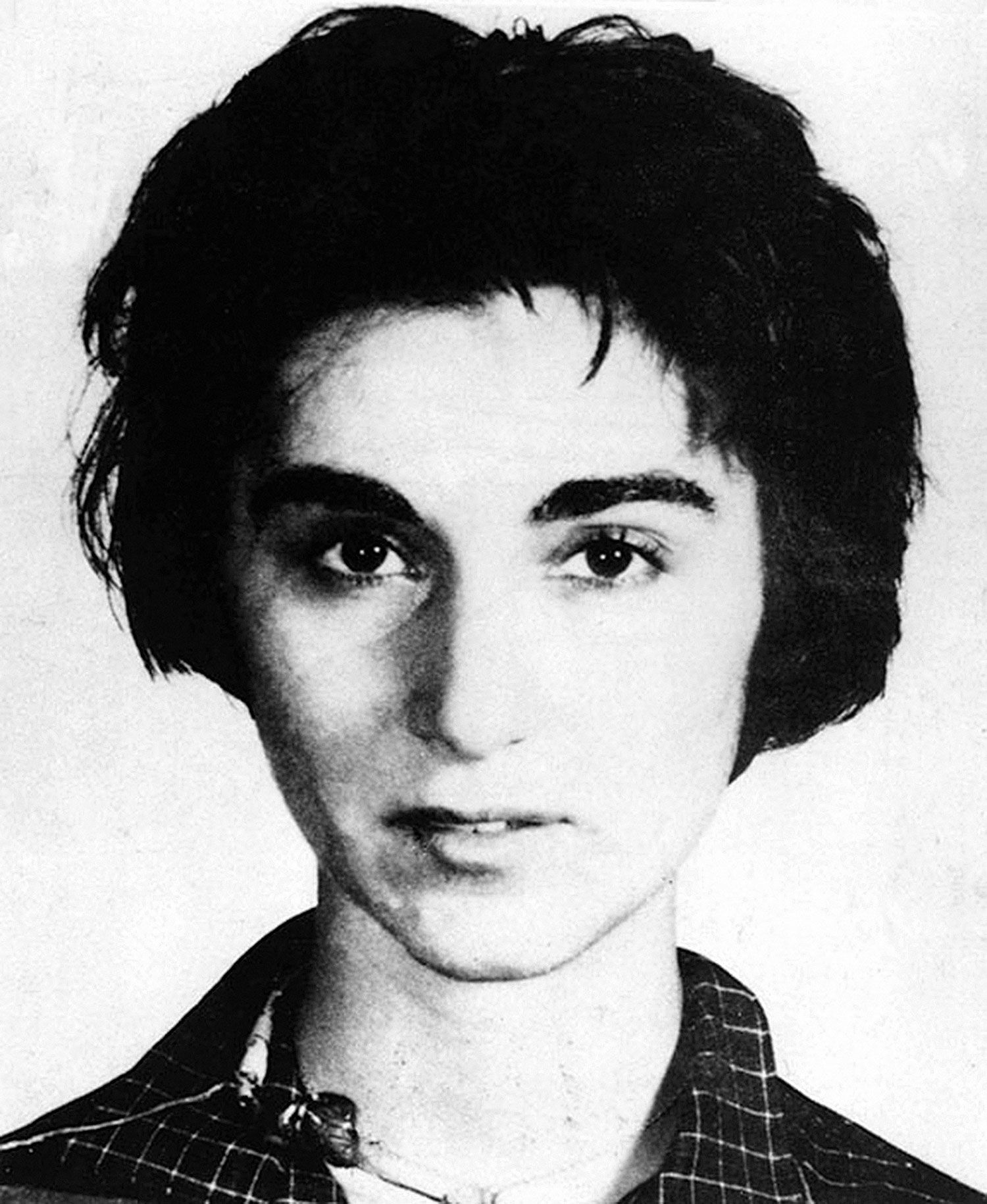
38人的袖手旁觀導致被殺害

1964年3月13日凱瑟琳·吉諾維斯兇殺案是旁觀者效應最著名之事例，也是社會心理學在這一領域進行研究之最初動機。
根据《新闻周刊》2021年3月的一篇事实核查文章，凱瑟琳·吉諾維斯案的報導（吉諾維斯遇害時多達38人袖手旁觀，任兇手三次行兇导致了吉諾維斯死亡）皆疑似為《紐約時報》記者查證不足下的杜撰，與警方資料有甚大差異。